# 두 사람의 초침
〈두 사람의 초침〉(ふたりの秒針 후타리노뵤신[*])은 2016년 5월 4일에 빙에서 발매 예정인 타쿠토의 두 번째 싱글이다.

## 해설
타쿠토의 두 번째 싱글이 되는 이번 작품은 표제곡이 요미우리 TV · 니혼 TV계열의 애니메이션 《명탐정 코난》의 닫는 곡으로 사용되고 있다.
통상반만 표제곡의 뮤직비디오 수록의 DVD를 수록. 명탐정 코난에는 주인공 에도가와 코난이 그려지로 있다.

## 수록곡
전체 작사 · 작곡: 타쿠토

### CD
통상반
1. 두 사람의 초침(ふたりの秒針)
  - 편곡: 키츠이 켄이치
2. 정상 밑바닥(てっぺん底辺)
  - 편곡: Neru

명탐정 코난반
1. 두 사람의 초침
  - 편곡: 키츠이 켄이치
2. 정상 밑바닥
  - 편곡: Neru
3. 두 사람의 초침 (TV ver.)
  - 편곡: 키츠이 켄이치

### DVD(통상반에만)
1. 〈두 사람의 초침〉 뮤직비디오(「ふたりの秒針」MUSIC VIDEO)